# Rohrbach (St. Ingbert)
Rohrbach (ⓘ) ist ein Stadtteil der Mittelstadt St. Ingbert und liegt im Saarpfalz-Kreis im Saarland. Mit seinen über 6000 Einwohnern ist Rohrbach hinter St. Ingbert der zweitgrößte Stadtteil von St. Ingbert.

## Geographie
Rohrbach liegt 1 km östlich von St. Ingbert und 4 km westlich von Kirkel-Neuhäusel im östlichen Teil des Naturraums der St. Ingberter Senke. In der Umgebung Rohrbachs gibt es zahlreiche Wälder. Südlich des Ortes befindet sich das Sankt Ingbert-Kirkeler Waldgebiet, ein Teil des Saarbrücken-Kirkeler Waldes, nördlich der Saarkohlenwald. Durch den Ort fließt der Rohrbach.

## Geschichte
Seine erste urkundliche Erwähnung findet Rohrbach im Jahre 1181. Doch schon in keltoromanischer und römischer Zeit war der Ort Siedlungsstelle, was durch zahlreiche archäologische Funde nachgewiesen werden konnte.
Um das Jahr 1000 lag das Ortsgebiet im Herrschaftsbereich der Grafen des Bliesgaues, deren Ausbautätigkeit zur Bildung der Gemarkung des Ortes führte.
Die Abtei Hornbach gelangte vermutlich durch eine Schenkung in den Besitz eines Eigengutes (Allodium) bei Rohrbach, das 1181 dem Kloster Wadgassen vermacht wurde.
Die Grafen von Saarwerden, Nachkommen der Bliesgaugrafen, besaßen auch Teile Rohrbachs. Graf Heinrich von Saarwerden hatte unter anderem Kirkel geerbt, sodass ein Teil von Rohrbach an die Saarwerdener Herrschaft Kirkel fiel, aber ein eigenständiges Gut der Saarwerdener Grafen blieb. Eine zwischenzeitliche Verpfändung des Gutes durch Graf Ludwig von Saarwerden an den Ritter Hermann von „St. Engelberto“ wurde 1195 durch Einwirkung des Abtes von Wadgassen wieder rückgängig gemacht.
Ein weiterer Teil von Rohrbach gehörte Graf Heinrich I. von Zweibrücken († 1228), Sohn des Saarbrücker Grafen Simon I.
Die Saarwerdener Herrschaft Kirkel mit Rohrbach wurde von den Herren von Siersberg (nachfolgend Herren von Kirkel) geerbt, die auch die Vogtrechte über die wadgassischen Besitzungen Rohrbach ausübten. 1386 starb das Adelsgeschlecht der Herren von Kirkel aus, deren Besitzungen und Rechte an Rohrbach dem Kloster Wadgassen vermacht wurden. Etwa ab der Mitte des 16. Jahrhunderts gehörten dem Kloster Wadgassen nur noch die Teile der Rohrbacher Gemarkungen, die beim Glashütter Tal und vor Sitzweiler lagen. Rohrbach war zu diesem Zeitpunkt fast komplett in zweibrückischem Besitz.
Unter zweibrückischer Herrschaft wurde im 16. Jahrhundert die Reformation eingeführt.
Im Dreißigjährigen Krieg wurde Rohrbach fast vollständig zerstört. Gab es 1598 in dem Ort 18 Haushalte mit 51 Bewohnern, so waren es 1667 nur 3 Haushalte.
Ein anderes Geschlecht, das Güter und Rechte in Rohrbach hatte, waren die Ritter Schorr von Hasell, die 1278 von dem Grafen Heinrich von Salm das Dorf Rohrbach erhielten. Daraus folgt, dass auch der Graf von Salm Rechte an Rohrbach hatte. Aus einer Aktennotiz von 1708 geht hervor, dass seit dem Ende des Dreißigjährigen Krieges die Besitzungen der Schorren in Rohrbach Pfalz-Zweibrücken gehörten. Dennoch besaßen die Schorren zu dieser Zeit immer noch kleine Lehensanteile an Rohrbach, die 1786 durch Kauf an den Freiherrn von Esebeck, pfalz-zweibrückischer Staatsminister, gelangt sein dürften. Herzog Karl II. August belehnte von Esebeck mit den vormals Schorrischen Lehen.
Von 1747 bis 1754 wird eine Glashütte betrieben; sie befand sich auf dem heutigen Glashütterhof. 
1762 wurde der Pferdestall für den Pferdewechsel der von den Thurn und Taxis betriebenen Kaiserlichen Reichspost von St. Ingbert nach Rohrbach verlegt.
Als Folge der französischen Revolution, deren Auswirkungen 1793 auch auf Rohrbach übergriffen, musste der Adel seine Güter fluchtartig verlassen. Im Mai 1793 wurden durch Dekret des Nationalkonvents alle Adelsgüter auf dem linken Rheinufer mit Sequester belegt. Nach dem Frieden von Campo Formio gehörte die Gemeinde (Commune) Rohrbach ab 1798 zum „Canton Bliescastel“ im „Arrondissement de Sarrebruck“, das wiederum im Département de la Sarre lag.
In der Zeit der Koalitionskriege zog Napoleon mit seinen Armeen auf der Kaiserstraße durch Rohrbach.
1816 kam Rohrbach zum Rheinkreis, dem linksrheinischen Territorium des Königreichs Bayern.
1849 wurde Rohrbach eine eigene Gemeinde und gehörte nicht mehr zu St. Ingbert.
Am 1. September 1895 wurde der Bahnhof von Rohrbach eröffnet.
Nach dem Ersten Weltkrieg führten die Bestimmungen des Friedensvertrag von Versailles von 1919 dazu, dass Rohrbach von 1920 bis 1935 im Saargebiet lag, das mit einem Mandat des Völkerbundes für 15 Jahre unter französische Verwaltung gestellt wurde. Bei der Abstimmung am 13. Januar 1935 über das weitere Schicksal des Saargebietes votierten die Rohrbacher mit 91,7 Prozent für die Rückkehr nach Deutschland („Heim ins Reich“).
Nach dem Zweiten Weltkrieg lag Rohrbach zunächst in der französischen Besatzungszone, bevor der Ort 1946 bis Ende 1956 Teil des Saarprotektorats wurde.
1948 starben beim Fußballerunglück von Breitfurt 20 Fußballer aus Rohrbach auf dem Weg zu einem Auswärtsspiel.
1969 wurde der Glashütter Weiher fertig gestellt; ein Jahr zuvor die Lindenquelle ausgemauert.
Mit Wirkung vom 1. Januar 1974 wurde die Gemeinde Rohrbach zusammen mit den Gemeinden Hassel (Saar), Rentrisch (vormals Kreis Saarbrücken-Land), und Oberwürzbach (mit Reichenbrunn und Rittersmühle) im Zuge einer Gebiets- und Verwaltungsreform in die Stadt, ab dem 1. April 1974 Mittelstadt Sankt Ingbert eingegliedert.

## Politik

### Ortsrat
Bei den Kommunalwahlen am 9. Juni 2024 ergab sich das folgende amtliche Endergebnis:
| Parteien und Wählergemeinschaften | Parteien und Wählergemeinschaften           | Sitze 2024 |    |
| SPD                               | Sozialdemokratische Partei Deutschlands     | 5          |    |
| FW                                | Freie Wähler                                | 4          |    |
| CDU                               | Christlich Demokratische Union Deutschlands | 3          |    |
| AfD                               | Alternative für Deutschland                 | 1          |    |
| Gesamt                            | Gesamt                                      | 13         | 13 |

### Bürgermeister
(unvollständig)
- Jacob Stoltz, erster Bürgermeister der eigenständigen Gemeinde, ab 1849[8][9]
- Peter Hauck, von Beruf Müller, um 1866[10]
- Franz Jung (* 1908 in St. Ingbert), Geschäftsführer des Saarländischen Städte- und Gemeindetags, Bürgermeister ab 1936[11]
- Jakob Oberhauser, um 1954[12]

### Ortsvorsteher
- Roland Weber, parteilos, 2014–2024
- Martin Biedermann, SPD, seit 2024[13]

## Kultur und Sehenswürdigkeiten

### Bauwerke
Zu den bedeutendsten Bauwerken Rohrbachs zählt die von 1891 bis 1895 errichtete katholische Pfarrkirche St. Johannes. Auf dem Hügel Franzosenkopf steht die evangelische Christuskirche.

### Grünflächen und Naherholung
Ein Naherholungsgebiet in unmittelbarer Nähe von Rohrbach ist der südwestlich des Ortes gelegene Kahlenberg mit einer Höhe von 372 m ü. NN. Auf dem Berg, von dem man eine hervorragende Aussicht hat, befinden sich eine Hütte des Pfälzerwald-Vereins, ein Bergkreuz und – auf seiner Ostflanke – ein mittlerweile stillgelegter und zurückgebauter Sessellift. Er ist ein beliebter Ort für Wanderer, Spaziergänger und Mountainbiker. Letztere finden auf dem Berg eine Reihe von Singletrails.
Ein weiteres Naherholungsgebiet ist der Glashütter Weiher nördlich von Rohrbach in Richtung Spiesen. Um das Gewässer in landschaftlich reizvoller Umgebung führt ein angelegter Rundweg. In der Nähe des Weihers befindet sich im Wald der „Lindenbrunnen“.

## Wirtschaft und Infrastruktur

### Unternehmen
In Rohrbach haben sich viele mittelständische Unternehmen angesiedelt. Im Gewerbegebiet „Rohrbach-Geistkirch“ befindet sich das weltgrößte Werk der Esslinger Festo AG & Co. KG sowie die Festo Lernzentrum Saar GmbH. Der Stadtteil hat durch den Sitz dieser beiden Firmen mit die meisten Arbeitsplätze in der Mittelstadt St. Ingbert.
Das größte Gewerbegebiet mit einer Fläche von 390.000 Quadratmetern liegt südwestlich von Rohrbach und erstreckt sich in westlicher Richtung bis in die Nähe des St. Ingberter Glashüttengeländes. Der westliche Bereich dieses Gebietes, das ehemalige Gelände der Kléber Colombes, Reifen und Technische Gummiwaren AG, soll laut Entwicklungsplan ein Areal für klein- und mittelständische Unternehmen werden. Im östlichen Bereich, in Rohrbach-Süd, Poensgen-und-Pfahler-Str. und Im Reihersbruch wurden zwischen 2001 und 2004 von der St. Ingberter GewerbegeländeEntwicklungsgesellschaft mbH (GGE) ungefähr 50.000 Quadratmeter Gewerbegelände erschlossen und verkauft. Inzwischen sind dort etliche neue Firmen angesiedelt und viele neue Arbeitsplätze entstanden.
Ein weiteres Gewerbegebiet ist „Rohrbach-Mühlstraße“.

### Verkehr
Durch Rohrbach führt die alte Ost-West-Verbindung Paris–Mainz, die Kaiserstraße. Sie ist ein Teilstück der Bundesstraße 40.
Rohrbach lässt sich heute am besten über die eigene Anschlussstelle der Bundesautobahn 6 her erreichen, die hier parallel zur alten Kaiserstraße verläuft.
Die in Schwarzenacker beginnende Würzbachbahn wurde 1866 bis Hassel eröffnet und ein Jahr später auf direktem Weg bis nach St. Ingbert durchgebunden. Dabei war zwischen Hassel und St. Ingbert der sogenannte Hasseler Tunnel entstanden. Letzterer hatte sich jedoch aus strategischer Sicht als ungeeignet erwiesen, weshalb besagte Strecke zwischen Würzbach und St. Ingbert neu trassiert wurde. Dabei sollte Rohrbach einen Bahnhof erhalten. Die Umgehungsstrecke einschließlich des Bahnhofs wurde 1895 eröffnet. Heute liegt er an der Bahnstrecke Mannheim–Saarbrücken und ist westlicher Endpunkt der Bahnstrecke Landau–Rohrbach.

#### Regionalverkehr
| Linie | Verlauf                                                                                           | Takt   | Anbieter       |
| ----- | ------------------------------------------------------------------------------------------------- | ------ | -------------- |
| RB 71 | Trier Hbf – Dillingen (Saar) – Saarlouis Hbf – Saarbrücken Hbf – St. Ingbert – Homburg (Saar) Hbf | 60 min | DB Regio Mitte |
| RB 68 | Saarbrücken Hbf – St. Ingbert – Rohrbach (Saar) – Zweibrücken Hbf – Pirmasens Hbf                 | 60 min | DB Regio Mitte |

#### Busverkehr
| Linie | Linienverlauf | Takt                          | Anbieter      | Verbund |
| ----- | --- | ----------------------------- | ------------- | ------- |
| 506   | Saarbrücken – Schafbrücke – Scheidt – Rentrisch – St.Ingbert – Rohrbach – Niederwürzbach – Lautzkirchen – Blieskastel | 60 min. am Wochenende 120 min | Saar-Mobil    | SaarVV  |
| 547   | Blieskastel – Kirkel – St. Ingbert/Neunkirchen                                                                        | 120 min.                      | Reise Fischer | SaarVV  |
| 521   | Rohrbach Nord – Rendezvousplatz – Fliederstraße                                                                       | 60 min.                       | Reise Fischer | SaarVV  |
| 522   | Schmelzerwald – Rendezvousplatz – Rohrbach Süd                                                                        | 60 min.                       | Reise Fischer | SaarVV  |
| N2    | Saarbrücken – St. Ingbert – Homburg – Bexbach                                                                         | 24 h                          | Saar-Mobil    | SaarVV  |